# Действовать синхронно
«Действовать синхронно», также известный как «Вы, оба, танцуйте, если хотите победить» (яп. 瞬間、心、重ねて, дословно — «Момент, сердце, перекрытие») — девятый эпизод аниме-сериала «Евангелион» от студии Gainax. Режиссёром эпизода является Сэйдзи Мидзусима, сценаристами — Акио Сацукава и Хидэаки Анно. Впервые был показан 29 ноября 1995 года на TV Tokyo, собрав 7,1 % аудитории. В 1996 году эпизод занял второе место в гран-при журнала Animage.
В Японию прибывает седьмой ангел Израфил. Синдзи Икари и Аска Лэнгли Сорью терпят поражение в борьбе с ним, так как, разрубив его пополам, каждая его половина стала отдельным организмом. ООН смогла задержать ангела бомбами, он восстановится через шесть дней. Для победы над Израфилом нужно уничтожить две его половины одновременно. Всё оставшееся время Синдзи и Аска тренировались. В конце они уничтожили ангела.

## Сюжет
Аска Лэнгли Сорью знакомится с Рей Аянами в школе. В это время крейсер «Харуна» сообщает штаб-квартире агентства Nerv о приближении седьмого ангела Израфила к полуострову Кии. Синдзи Икари и Аска на Еве-01 и Еве-02 отправляются разобраться с ним. Аска разрубает ангела копьём на две части. Однако они становятся отдельными друг от друга организмами и побеждают Ев. ООН сбрасывает на Израфила N² бомбы, что временно останавливает его. На восстановление ангелу требуется 6 дней.
Для уничтожение ангела нужно, чтобы оба пилота синхронно уничтожили обе его половины. Аске и Синдзи предстоит провести всё оставшееся вместе, тренируясь на специальном устройстве. В последнюю ночь Аска приходит и ложиться на кровать Синдзи. Он пытается её поцеловать. Во сне Аска плачет и зовёт мать, что его останавливает. Во время битвы под музыку оба пилота синхронно уничтожают ангела.

## Производство
В 1993 году Gainax опубликовала «Предложение» (яп. 企画書), презентационный документ о «Евангелионе», в котором девятый эпизод носил название «Момент, сердце, перекрытие» (яп. 瞬間、心、重ねて). Согласно синопсису, должен был произойти кооперативный бой двух Ев у воды.
Режиссёром «Действовать синхронно» является Сэйдзи Мидзусима, сценаристами — Акио Сацукава и Хидэаки Анно, раскадровщиком — Синдзи Хигути, главным аниматором — Синя Хасэгава. Во вступительной музыкальной теме эпизода была использована песня «A Cruel Angel’s Thesis» в исполнении Ёко Такахаси, а в заключительной — одна из версий «Fly Me to the Moon» (в каждой серии используется своя версия этой композиции). Во время финальной битвы с ангелом была использована музыкальная композиция Сиро Сагису «Both of you, Dance Like You Want to Win!».

## Темы и отсылки
В «Действовать синхронно» раскрывается спрятанная за агрессией уязвимость Аски, когда она терпит поражение.
Имя Израфила является отсылкой к Исрафилу — исламскому ангелу музыки, вестнику судного дня. Внешний вид устройств для тренировки синхронности пилотов из эпизода аналогичен напольной игре твистер. В эпизоде Аска называет фусуму в квартире «стеной Иерихона», что является отсылкой к взятию Иерихона, описанному в Книге Иисуса Навина. Также это отсылает к фильму Фрэнка Капры 1934 года «Это случилось однажды ночью», в котором главные герои используют одеяло в качестве перегородки между кроватями, назвав его стенами Иерихона. Сцена, где поверженные Евы лежат вверх ногами, является отсылкой к фильму Кона Итикавы «Клан Инугами».

## Показ и критика
«Действовать синхронно» впервые был показан 29 ноября 1995 года на TV Tokyo, собрав 7,1 % аудитории. В 1996 году он занял 2-е место в гран-при Animage, набрав 567 голосов.
Редактор Film School Rejects Макс Ковилл поставил «Действовать синхронно» на 2-е место своего рейтинга эпизодов сериала. По его словам, идея о том, что пилоты должны забыть о своих разногласиях и работать сообща, делает из эпизода комедию. Также Ковилл поставил кадры из эпизода на 19-е и 15-е места своего рейтинга лучших кадров сериала. Деннис Редмонд назвал «Действовать синхронно» «комической пародией на меха», насыщенной хаосом. Джейкоб Паркер-Далтон из Otaquest назвал его «полноценным» эпизодом сериала с точки зрения динамики персонажей. По его мнению, на создание эпизода оказали влияние такие произведения, как «Космический линкор „Ямато“», «Ультрамен» и «Mobile Suit Gundam». По мнению журнала Evangelion Chronicles, до «Евангелиона» героини с такой крикливой, властной и эгоистичной личностью, как у Аски, были редкостью в аниме.
Акио Нагатоми из the Animé Café назвал «Действовать синхронно» весёлым, похвалив за битву с ангелом, музыку, сценарий и озвучку. Однако ему не понравилось реализация сцены, где Мисато узнаёт о способности ангела раздваиваться. Нагатоми отметил, что в некоторых моментах эпизода качество было низким. Томоюки Мори из KKBox назвал композицию «Both of you, Dance Like You Want to Win!», использованную во время финальной битвы, одной из самых известных песен сериала, сочетающей в себе силу, лёгкость и грусть.
Многим критикам понравилась использование синхронности для победы над ангелом. Эшли Рэндольф из Screen Rant поставил битву с Израфилом на 10-е место рейтинга лучших боёв в аниме 1990-х годов. Леонард Мэнсон из Somagnews.com поставил битву на 3-е место своего рейтинга лучших битв сериала, Адам Бич из Screen Rant — на 3-е.

## Продукция
«Действовать синхронно» был включён в DVD-сборники «Second Impact Box» Gainax и «Евангелион. Том 2 серии 7―13» российской компании MC Entertainment, выпущенные в феврале 2001 и 28 июля 2005 года соответственно. Эпизод вошёл в Blu-ray-сборник «Neon Genesis Evangelion Blu-ray BOX», выпущенный японской компанией King Records 26 августа 2015 года. Японская компания Movic выпустила футболки с дизайном, основанным на эпизоде.

### На японском языке
- Evangelion Chronicle (яп.). — DeAgostini, 2010. — Vol. 2.
- Evangelion Chronicle (яп.). — DeAgostini, 2010. — Vol. 9.
- Evangelion Chronicle (яп.). — DeAgostini, 2010. — Vol. 10.
- Evangelion Chronicle (яп.). — DeAgostini, 2010. — Vol. 25.
- Evangelion Chronicle (яп.). — DeAgostini, 2010. — Vol. 26.
- Evangelion Chronicle (яп.). — DeAgostini, 2010. — Vol. 44.
- Gainax. Neon Genesis Evangelion Newtype 100% Collection = 新世紀エヴァンゲリオン NEWTYPE 100％ COLLECTION (яп.). — Kadokawa Shoten, 1997. — ISBN 4-04-852700-2.

### На других языках
- Redmond D. The World is Watching: Video as Multinational Aesthetics, 1968–1995 (англ.). — Southern Illinois University Press, 2004. — 202 p. — ISBN 9780809325351.
- Webster R. Encyclopedia of Angels (англ.). — Woodbury: Llewellyn Publications, 2009. — ISBN 978-0-7387-1462-2.